# Basilica dell’Osservanza

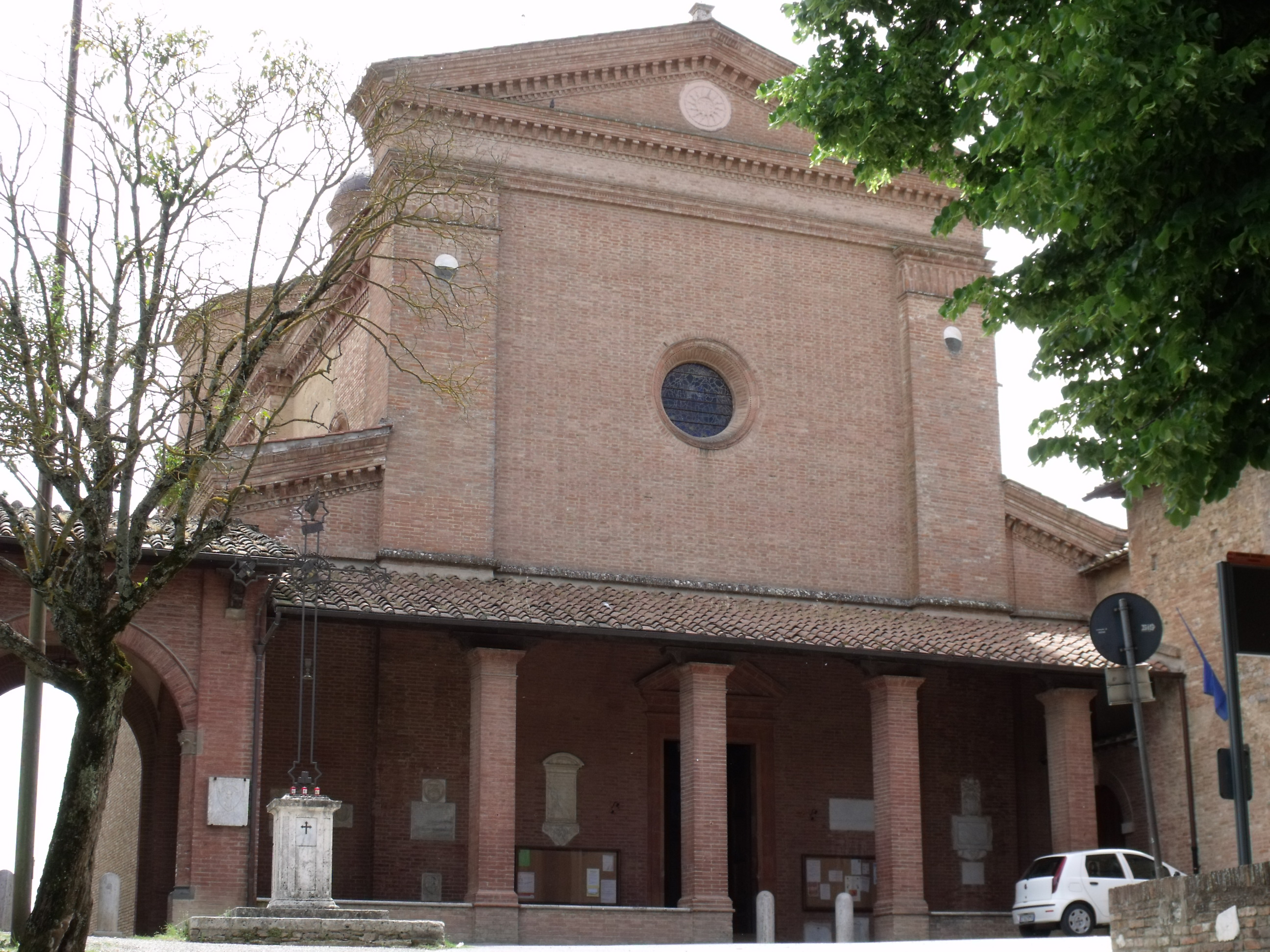
Fassade der Basilica dell’Osservanza in Siena

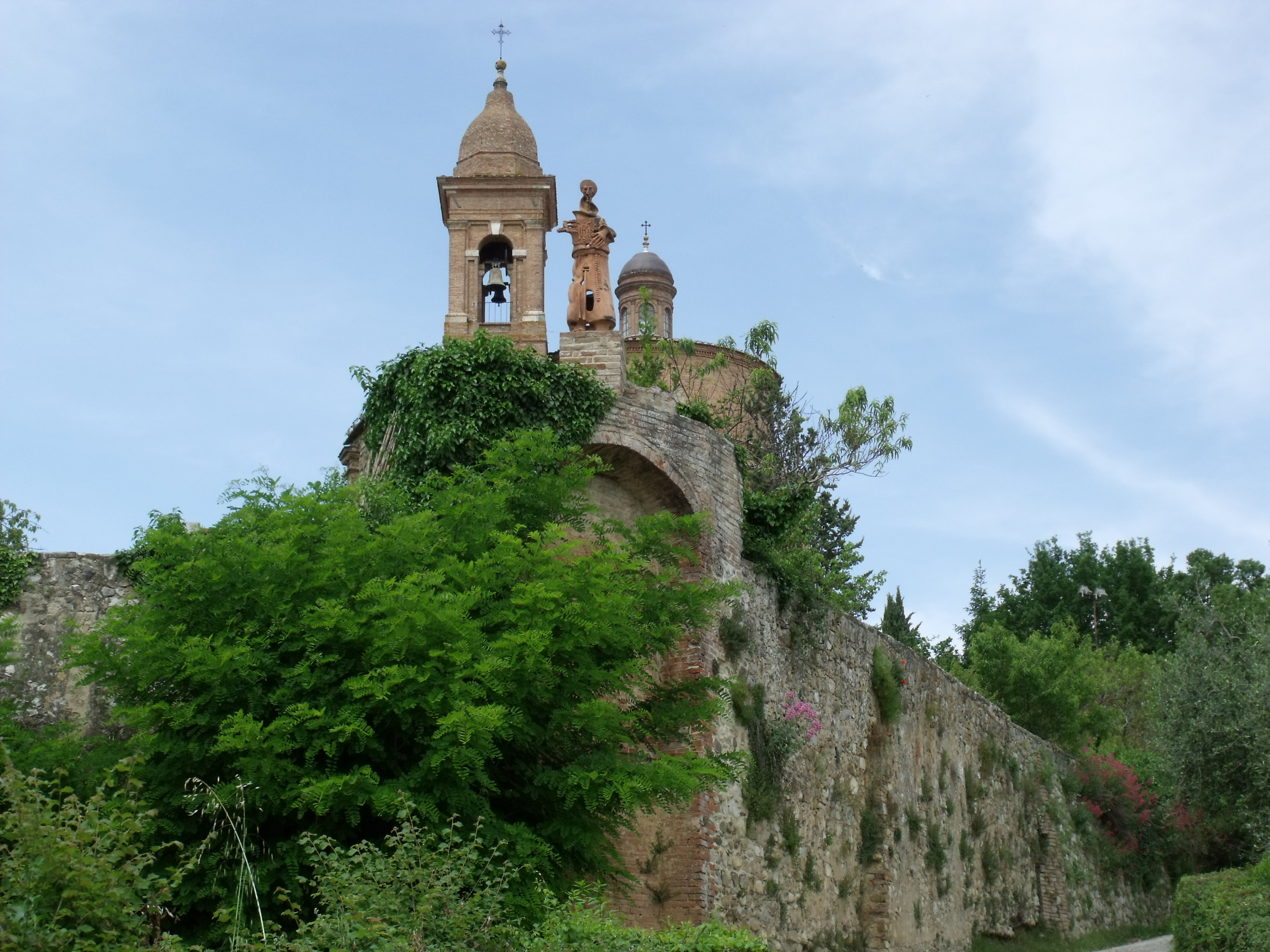
Die Basilica dell’Osservanza mit altem Eingangsbereich von Süden gesehen

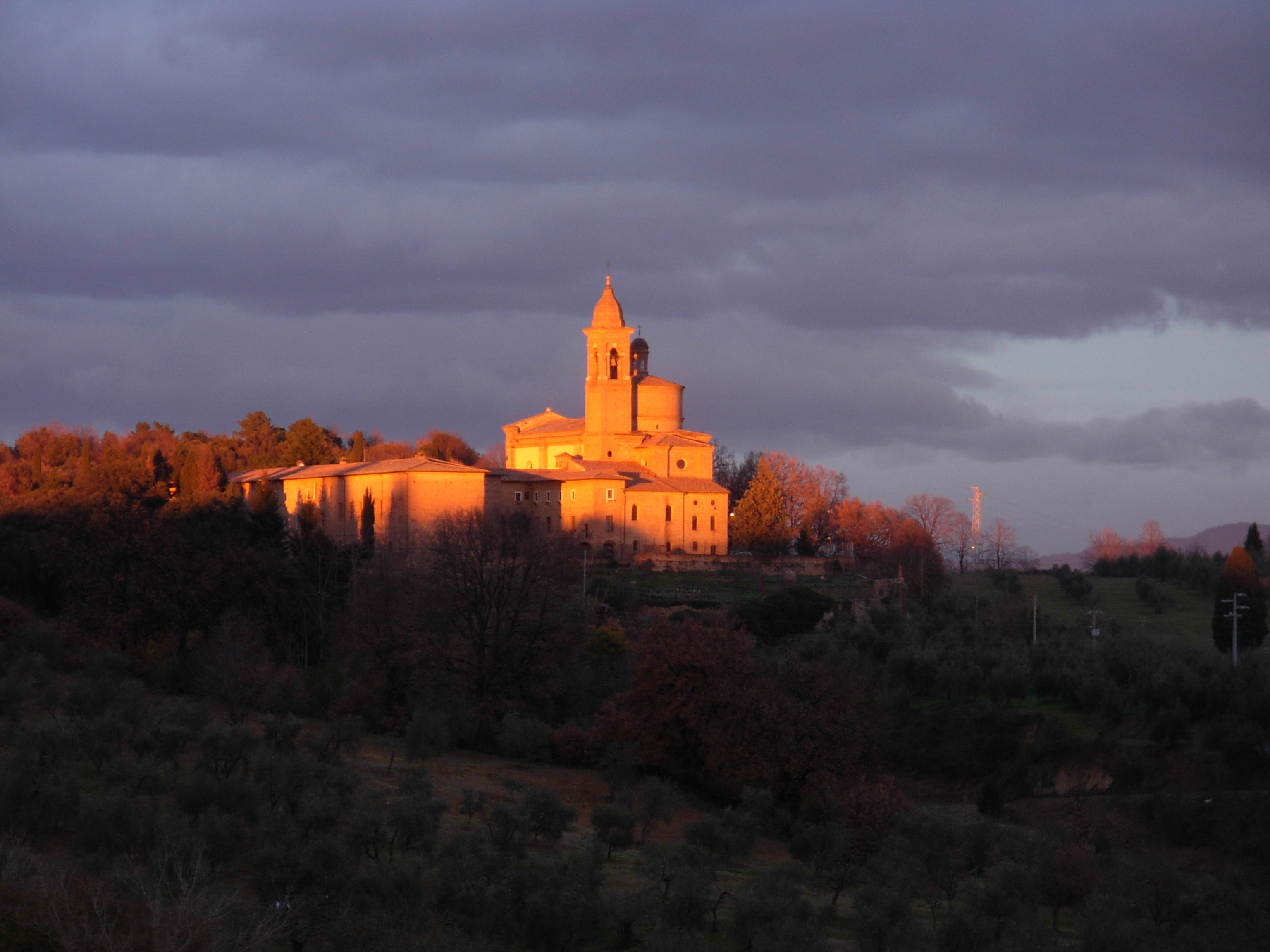
Die Basilica dell’Osservanza abends von Siena aus gesehen

Die Basilica dell’Osservanza ist eine nordöstlich der Altstadt von Siena gelegene Kirche. Den Titel einer Basilica minor trägt sie seit 1924.

## Lage
Die Kirche liegt auf dem Hügel Colle della Capriola im Seneser Stadtteil Scacciapensieri. Sie ist die einzige der vier senesischen Basiliken, die außerhalb der Stadtmauern von Siena liegt, zudem ist sie die kleinste von ihnen. Sie wird als wichtigste Kirche außerhalb der Stadtmauern von Siena betrachtet.
Zu ihr gehören eine Bibliothek, drei Kreuzgänge, der Konvent, die Krypta, die Loggia dei Pandolfi, die Sakristei, das Oratorio di San Bernardino und das Refektorium sowie seit 1920 das Museum Aurelio Castelli.
Von der Terrasse aus öffnet sich ein beeindruckendes Panorama auf die Stadt Siena.

## Geschichte
Auf Initiative von Pier Paolo d’Ugolino Ugurgieri entstand 1474 das Projekt zum Bau einer Kirche an der Stelle einer bereits vom Hl. Bernhardin errichteten Kapelle. Der Bau wurde von 1476 bis 1490 im Stile der Renaissance errichtet. Die Bauherrschaft wird Francesco di Giorgio und/oder Giacomo Cozzarelli zugeschrieben.
Durch den Seneser Herrscher Pandolfo Petrucci wurde die Kirche von 1495 bis 1496 um die Krypta, den Konvent und das Familiengrab der Petrucci erweitert. Durch die Belagerung Sienas durch Florenz 1554/55 wurde das Gotteshaus stark beschädigt und in der Epoche des Barock wieder aufgebaut. Von 1683 bis 1704 fanden architektonische Umbaumaßnahmen statt. Der Campanile wurde 1719 errichtet. Das Erdbeben von 1798 richtete weitere Schäden an.
Von 1922 bis 1932 wurde die Basilika restauriert. Am 23. Januar 1944 wurde sie bei einem Bombenangriff der Streitkräfte der Vereinigten Staaten mit Ausnahme der Fassade und einiger Seitenmauern fast vollständig zerstört, 1945 bis 1949 unter Verwendung der nicht zerstörten Steine aber fast originalgetreu wieder aufgebaut.
Der Bau besteht aus einem einschiffigen Langhaus, das von zwei flachen Kuppeln überwölbt und von acht Seitenkapellen umgeben ist, auch das Presbyterium ist überkuppelt.
Die Kirche ist namensgebend für den unbekannten Künstler Meister der Osservanza, der hier in der vierten Kapelle rechts ein Triptychon hinterließ. Kirche und Konvent werden von den Frati minori geleitet. Vor dem Bau der Kirche gab es schon einen kleineren Konvent, in dem Bernhardin von Siena als Eremit 1444 gewohnt hatte, bevor er nach L’Aquila aufbrach und dort verstarb. Daher ist heute im Konvent eine Nachbildung der Cella di San Bernardino (Zelle des hl. Bernhardin) zu finden.

## Innenraum
Die Innenseite der Fassade wurde von Andrea Della Robbia mit zwei Reliefs in Medaillonform aus glasiertem Ton geschmückt, sie zeigen den Hl. Bonaventura und den Hl. Ludwig von Toulouse. Die zwei Statuen an den Pfeilern des Triumphbogens in der gleichen Technik stellen die Verkündigung dar und sind vermutlich um 1485 entstanden.
Im Innenraum befindet sich das Fresko Thronende Madonna mit Johannes dem Täufer und dem Hl. Hieronymus von Pietro di Francesco Orioli. Das Hauptschiff enthält auf beiden Seiten jeweils vier Kapellen, die hier entgegen dem Uhrzeigersinn, am Eingang rechts beginnend, aufgeführt sind mit ihrer jeweiligen Ausstattung (Auswahl).
- Cappella 1 (Cappella di Sant’Antonio di Padova): Christus am Kreuz mit Heiligen von Bartolomeo Neroni, Il Riccio genannt, abgetrenntes Fresko aus dem Jahr 1548.
- Cappella 2 (Cappella dell’Addolorata): Pietà mit fünf Heiligen von Giovanni di Paolo.
- Cappella 3 (Cappella dell’Ecce Homo): Thronende Madonna mit dem Hl. Hieronymus und dem Hl. Bernhardin, um 1460, Triptychon von Sano di Pietro; die Hl. Elisabeth von Thüringen von Girolamo di Benvenuto (zugeschrieben, Ende des 15. Jahrhunderts entstanden) und dem Hl. Bernhardin von Siena von Pietro di Giovanni d’Ambrogio (1444 entstanden).
- Cappella 4 (Cappella dell’Ascensione): Madonna mit dem Hl. Ambrosius und dem Hl. Hieronymus, um 1436, Triptychon des Meisters der Osservanza
- Cappella 5 (Cappella del Natale): Vier Heilige: Johannes d.T., Franziskus, Petrus und Johannes d. Ev. von Andrea di Bartolo, 1413
- Cappella 6 (Cappella dell’Epifania): Kreuzigung Christi mit Heiligen (auch Pala dei Pieri genannt) von Bartolomeo Neroni, Il Riccio genannt
- Cappella 7 (Cappella dell’Assunzione): Marienkrönung mit Heiligen von Andrea Della Robbia, 1475, im Zweiten Weltkrieg zerstört und später restauriert
- Cappella 8 (Cappella dell’Immacolata): L’Angelico di Siena von Sano di Pietro

## Bibliothek

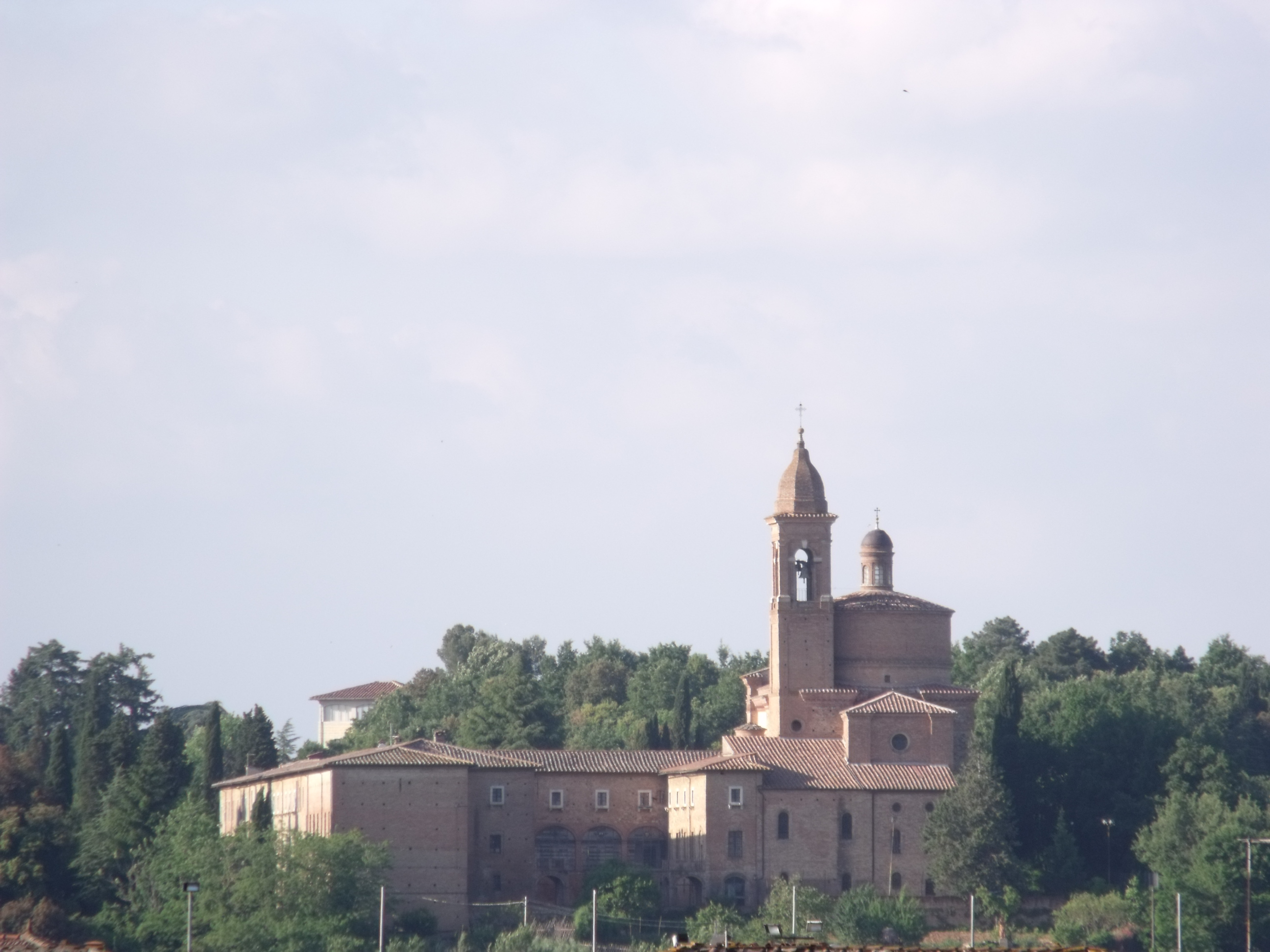
Die Basilica dell’Osservanza von Siena (San Francesco) aus gesehen

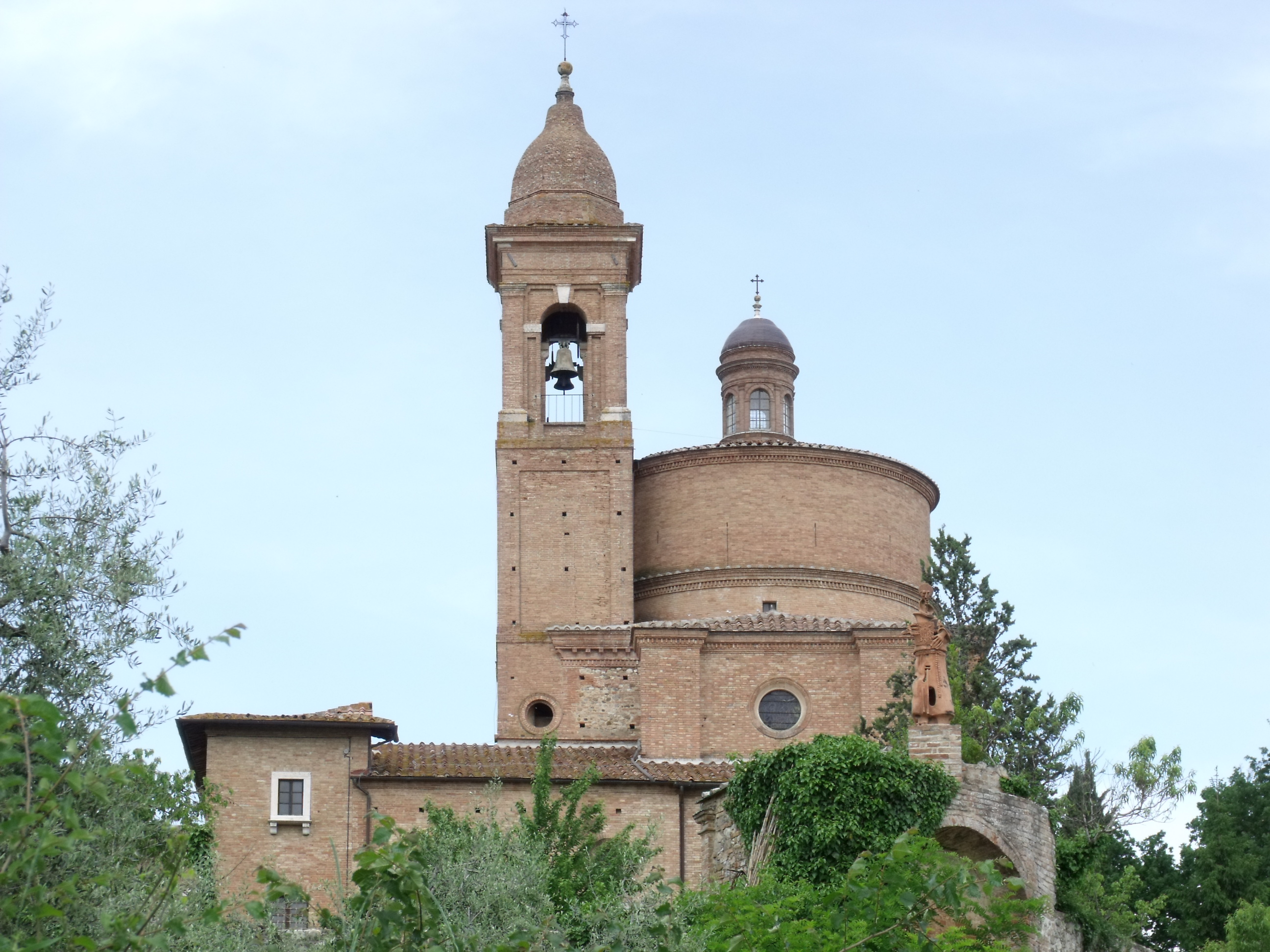
Detail der Rückseite mit Campanile, Kuppel und altem Eingangsbereich

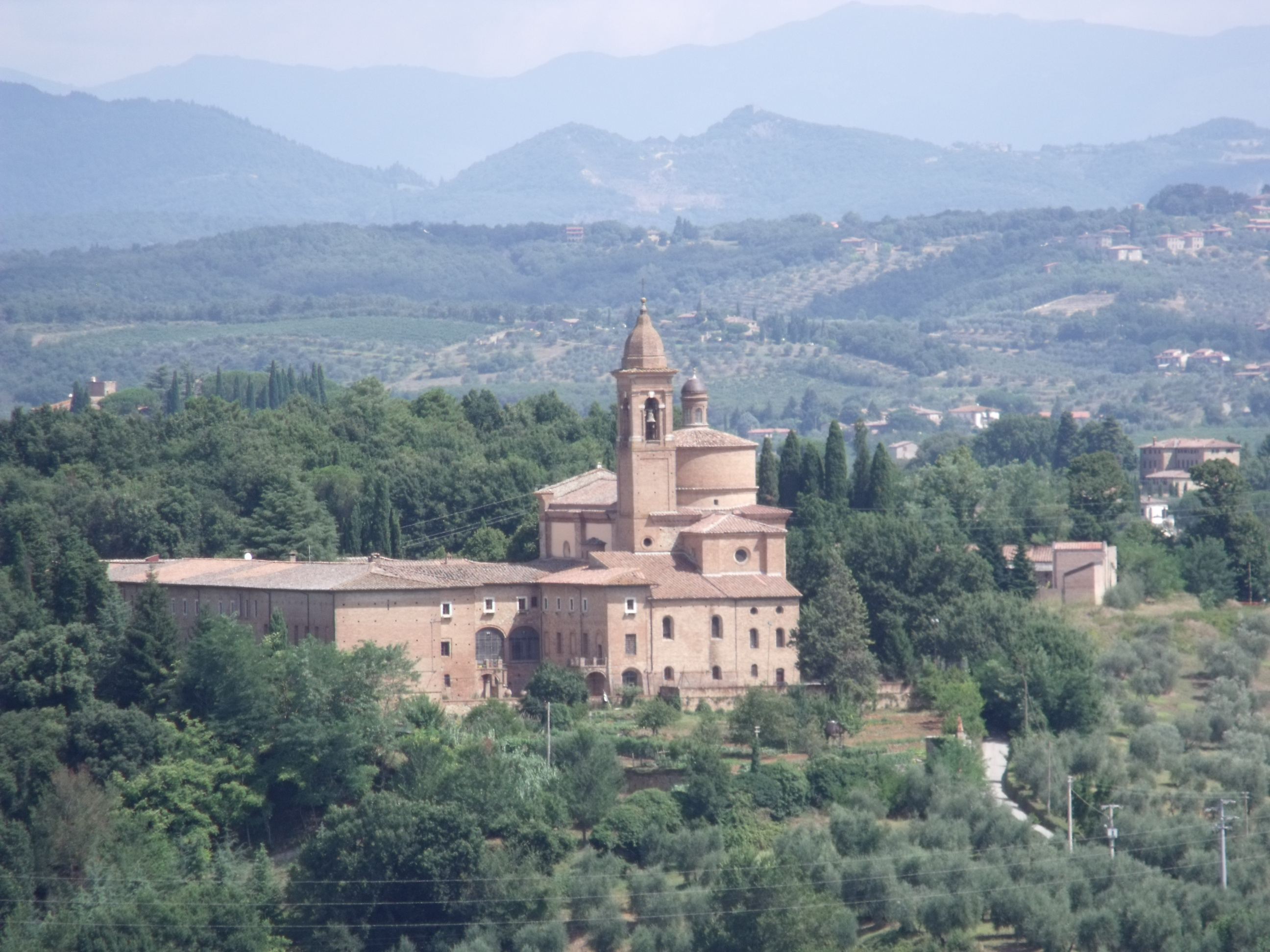
Die Basilica dell’Osservanza vom Palazzo Salimbeni aus gesehen

Die Bibliothek der Basilika enthält ca. 28.000 Bücher aus den Jahren 1400 bis 1900. Das erste Inventar entstand 1876 durch Aurelio Castelli. Die Bibliothek besitzt insgesamt fünf Inkunabeln aus dem 15. Jahrhundert, darunter das Werk Sermones del Evangelio aeterno des San Bernardino aus dem Jahr 1489.

## Kreuzgänge
Der erste Kreuzgang (ital.: Chiostro) ist der älteste und befindet sich unterhalb der Loggia di Pandolfo. Der Chiostro Centrale entstand von 1683 bis 1694 und enthält eine Zisterne aus dem Jahr 1722. Der dritte Kreuzgang ist der Chiostro dell’Infermeria aus dem 16. Jahrhundert (auch Chiostro cinquecentesco genannt).

## Krypta und Familiengrab der Petrucci
- Die Krypta befindet sich unter dem Hauptschiff und enthält die Gräber von Giacomo Cozzarelli (Architekt der Sakristei und Seneser Künstler, der auch im Palazzo Ducale in Urbino arbeitete), Guidoccio Cozzarelli, Francesco di Giorgio, Pietro di Francesco Orioli und Bernardino Perfetti.[9]
- Das Sepolcreto dei Petrucci befindet sich unter der Sakristei und enthält unter anderem die Gräber von Pandolfo Petrucci und Celia Petrucci.

## Oratorio di San Bernardino
Oratorium im Konvent mit der Nachbildung der Zelle des Bernardino (Cella di San Bernardino). Enthält eine Büste des hl. Bernardino, die dem Vecchietta zugeschrieben wird.

## Refektorium
Das Refektorium entstand von 1696 bis 1704. Es enthält das Leinwandgemälde L’ultima cena von Francesco Franci, einem Priester aus Siena, der das Gemälde um 1710 erstellte.

## Sakristei
Die Sakristei wurde von Giacomo Cozzarelli gestaltet und enthält das Wappen der Petrucci. Zudem befindet sich das Werk Compianto sul Cristo morto vor Ort, eine Skulpturengruppe aus Terrakotta.

## Museo Aurelio Castelli
Das Museum wurde 1920 eröffnet. Nach Beschädigungen im Zweiten Weltkrieg wurde es anschließend wiedereröffnet. Es enthält unter anderem Werke von Antonio Federighi (Lapide sepolcrale di Niccolò Piccolomini, 1476), Girolamo di Benvenuto (Giudizio universale) und Francesco d’Antonio (Reliquiario di San Bernardino, 1462) sowie ein Manuskript von Albertus Magnus (De Animalibus).